# Uvernet-Fours
Uvernet-Fours est une commune française, située dans le département des Alpes-de-Haute-Provence en région Provence-Alpes-Côte d'Azur, près de la vallée de l'Ubaye. Elle a été constituée en 1973 par fusion des anciennes communes d'Uvernet et de Fours.
Le nom de ses habitants est fournaisien.

## Géographie

### Localisation

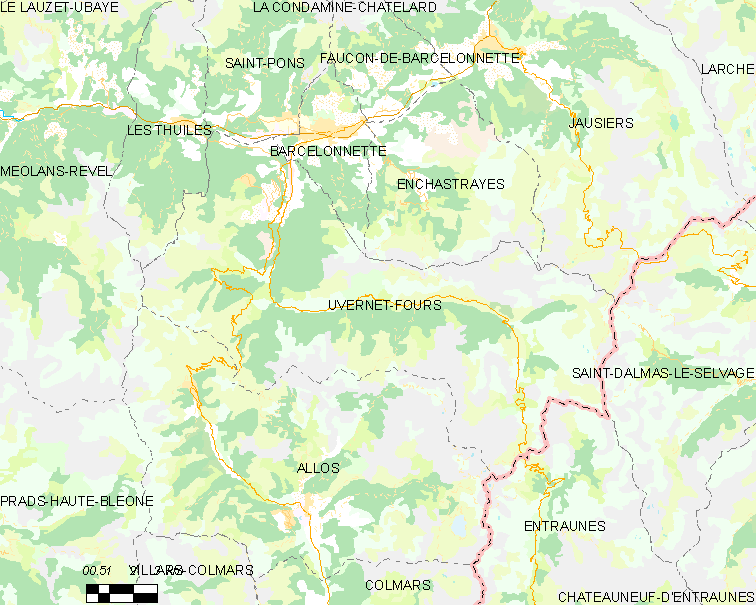
Uvernet-Fours et les communes voisines (Cliquez sur la carte pour accéder à une grande carte avec la légende).

La commune d’Uvernet-Fours se trouve dans la vallée du Bachelard, à quelques kilomètres de Barcelonnette. Elle est sur la route du col de la Cayolle, à 1180 m d’altitude.
L'habitat est dispersé entre plusieurs villages et hameaux disséminés dans les gorges du Bachelard : Uvernet, Fours, Saint-Laurent, Saint-Louis, Bayasse, les Agneliers, Molanès, les Chapeliers. Le village d'Uvernet est construit sur le cône de déjection du Riou Chanal.

### Communes limitrophes
Les communes limitrophes sont Allos, Barcelonnette, Enchastrayes, Jausiers, Méolans-Revel, Saint-Pons, Les Thuiles, Entraunes et Saint-Dalmas-le-Selvage.
| Saint-Pons, Les Thuiles | Barcelonnette, Enchastrayes | Jausiers                                  |
| Méolans-Revel           | Uvernet-Fours               | Saint-Dalmas-le-Selvage (Alpes-Maritimes) |
| Allos                   | Allos                       | Entraunes (Alpes-Maritimes)               |

### Géologie
Lors des deux dernières grandes glaciations, la glaciation de Riss et la glaciation de Würm, les vallées de la commune sont envahies par les glaciers de l’Ubaye et ses glaciers affluents. On trouve un glacier dans la vallée des Agneliers, affluent du glacier du Bachelard. Le glacier du Bachelard remontait non loin du col de la Cayolle. Les sommets des crêtes n’ont jamais été recouverts.
Le vallon du Riou Chanal est constitué de marnes callovo-oxfordiennes caractérisées par un paysage de badlands qui se créent sur des Terres Noires instables, pouvant glisser de plusieurs mètres en un an.

### Relief

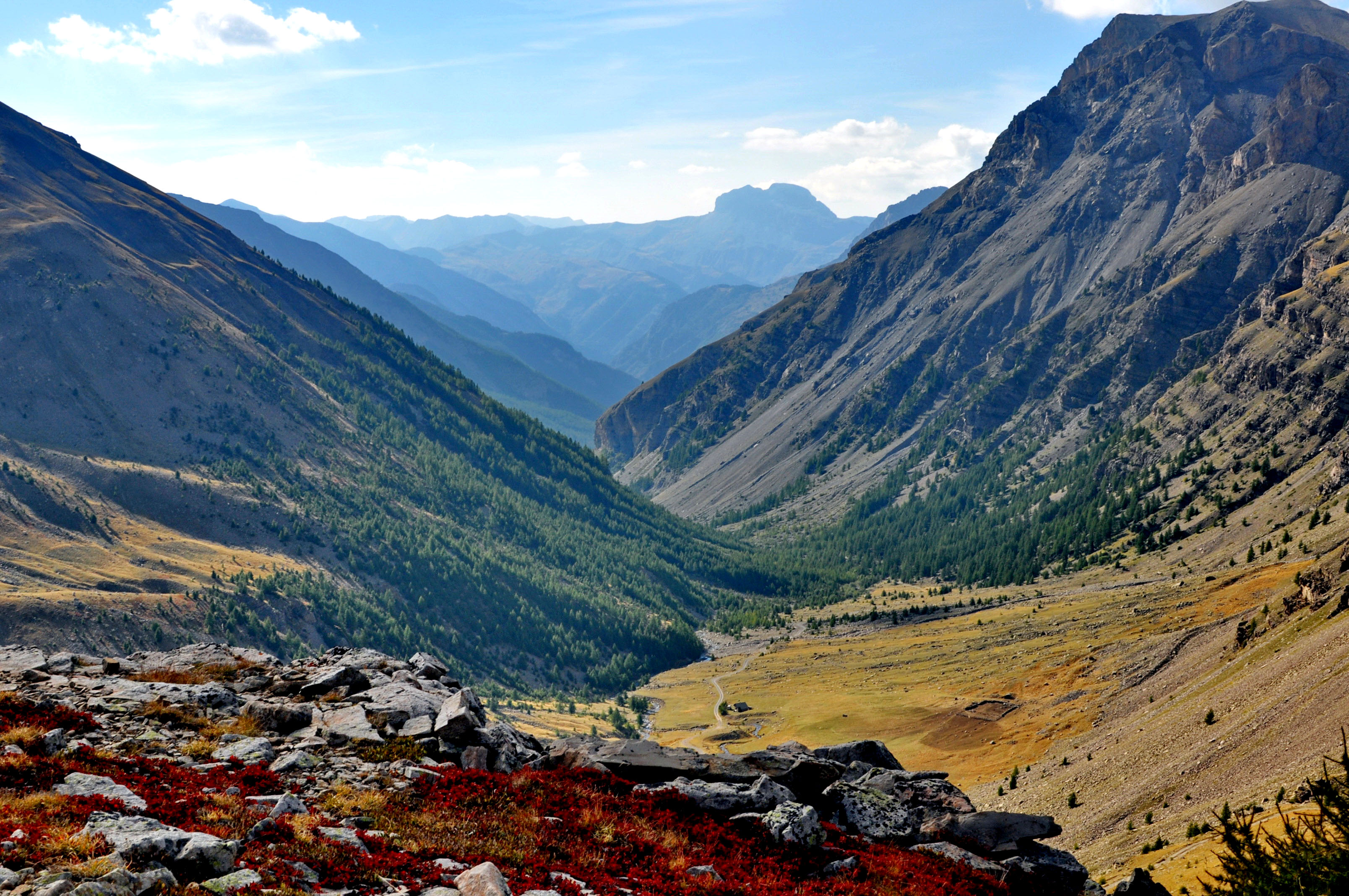
Vallon de la Moutière.

### Environnement
La commune compte 3 167 ha de bois et forêts, soit 23 % de sa superficie.

### Transports

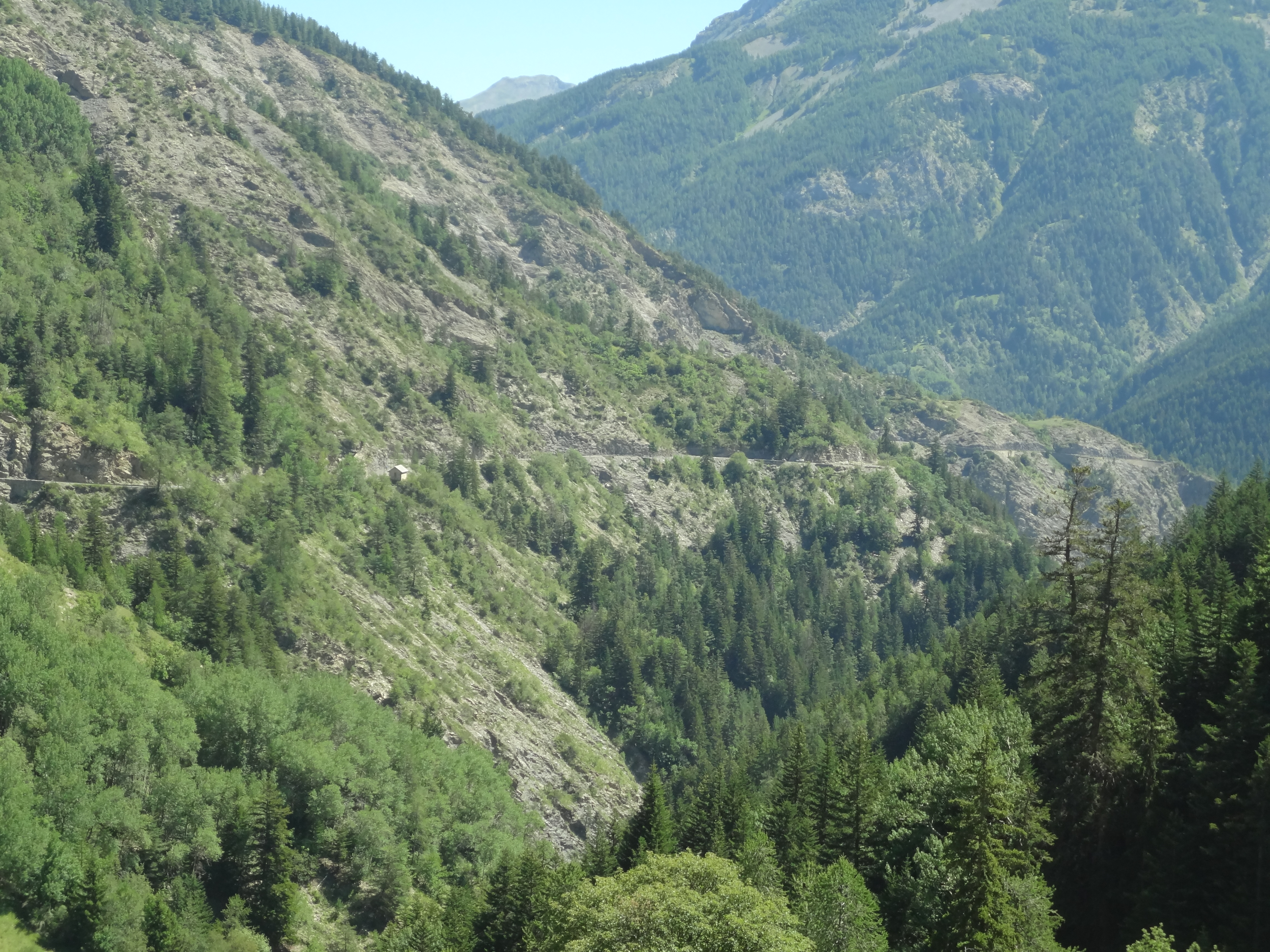
Route RD 908 vers le col d’Allos.

La vallée du Bâchelard est empruntée par la route départementale RD 902, qui relie la vallée de l'Ubaye à celle du Verdon par le col d'Allos.

### Risques naturels et technologiques
Aucune des 200 communes du département n'est en zone de risque sismique nul. Le canton de Barcelonnette auquel appartient Uvernet-Fours est en zone 1b (sismicité faible) selon la classification déterministe de 1991, basée sur les séismes historiques, et en zone 4 (risque moyen) selon la classification probabiliste EC8 de 2011. La commune d’Uvernet-Fours est également exposée à quatre autres risques naturels :
- avalanche ;
- feu de forêt ;
- inondation ;
- mouvement de terrain.

La commune d’Uvernet-Fours est de plus exposée à un risque d’origine technologique, celui de rupture de barrage. Une retenue d’eau relativement importante se situe au-dessus de Pra-Loup et pourrait être destructrice en cas de rupture de la digue.
Le risque d'inondation et de mouvement de terrain est en partie causé par le riou Chanal, un torrent au bassin versant de 280 hectares qui se jette dans le Bâchelard près du village d'Uvernet.
Le plan de prévention des risques naturels prévisibles (PPR) de la commune a été approuvé en 2000 pour les risques d’inondation, de mouvement de terrain et d’avalanche et le Dicrim n’existe pas.

#### Mouvements de terrain dans le bassin du Riou Chanal
Les fortes pentes dénudées par le pastoralisme permettent la formation d’importantes crues torrentielles, qui forment des laves torrentielles destructrices. Pour les contrer, l’État met en place différentes mesures volontaristes dans le dernier tiers du XIXe siècle, dont des barrages de correction sur le riou Chanal, la commune étant la première du département à recevoir un dispositif complet d'ouvrages de correction, construits de 1863 à 1914
,. Après des reboisements et réengazonnements sur les deux tiers du bassin versant, commencés en 1863, le dispositif est complété par l'implantation de barrages, dont 1100 en fagots de saules (qui sont vivants et donc se renforcent de leurs racines) et 174 en pierres sèches. Constatant l'efficacité du barrage Sardi, construit en 1874, dans la limitation des apports d'une coulée boueuse aux laves torrentielles, Prosper Demontzey décide de la généralisation de ce dispositif : 37 barrages maçonnés et une quarantaine de barrages en pierre sèche sont construits jusqu'à la fin des années 1890. Sans entretien pendant la quasi-totalité du XXe siècle, ces ouvrages sont dans les années 1990 en piteux état et de nouveaux sont construits dans les années 2000 afin de garantir la sécurité du village d'Uvernet.
Grâce à ces travaux, la dernière crue torrentielle responsable de dommages importants remonte à 1860. Le torrent avait emporté la digue protégeant Uvernet, et avait ensuite envahi le cimetière et le village. Depuis, les crues, même accompagnées de laves torrentielles (au nombre de sept de 1860 à 1987), n'ont causé des dégâts matériels que sur les ouvrages de défense. Bien qu'alimenté par des alluvions et des blocs de tailles variées, le Riou Chanal coule dans un lit suffisamment encaissé (cinq mètres) pour contenir ses crues.

#### Séismes

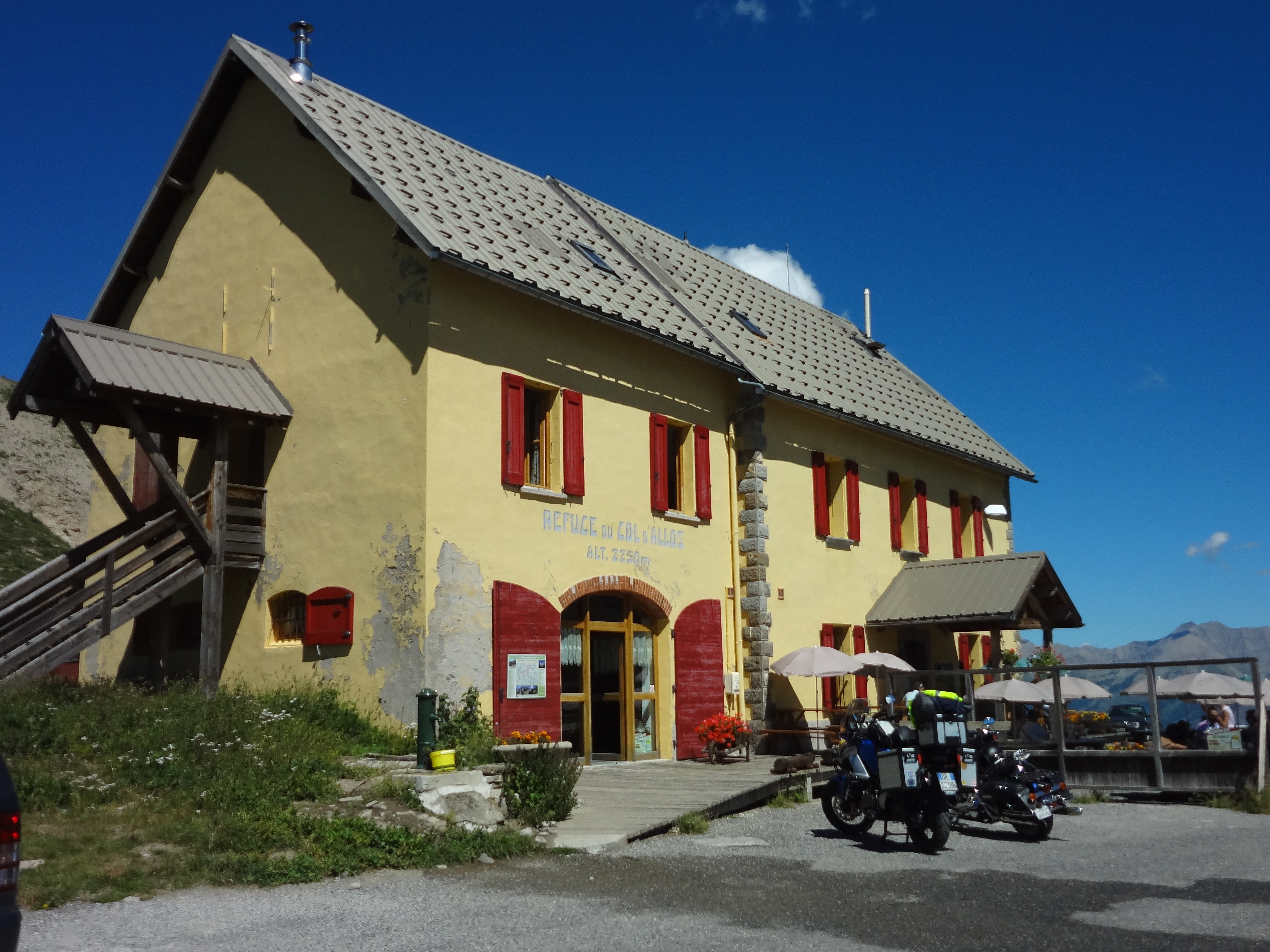
Relais au col d’Allos (2230 m d’altitude pour le refuge).

Plusieurs tremblements de terre ont été fortement ressentis dans la commune. Ils dépassent une intensité macro-sismique ressentie de V sur l’échelle MSK (dormeurs réveillés, chutes d’objets). Les intensités indiquées sont celles ressenties dans la commune, l’intensité pouvant être plus forte à l’épicentre :
- le séisme du 19 mars 1935, d’une intensité ressentie à Uvernet-Fours de V et dont l’épicentre était situé à Saint-Clément-sur-Durance[18] ;
- le séisme du 17 février 1949, avec une intensité ressentie de V et dont l’épicentre était situé à Barcelonnette[19] ;
- le séisme du 17 février 1949, avec une intensité ressentie de VI et dont l’épicentre était situé à Saint-Paul-sur-Ubaye[20].

### Climat
Pour des articles plus généraux, voir Climat de Provence-Alpes-Côte d'Azur et Climat des Alpes-de-Haute-Provence.
En 2010, le climat de la commune est de type climat méditerranéen altéré, selon une étude du Centre national de la recherche scientifique s'appuyant sur une série de données couvrant la période 1971-2000. En 2020, Météo-France publie une typologie des climats de la France métropolitaine dans laquelle la commune est exposée à un climat de montagne ou de marges de montagne et est dans la région climatique Alpes du sud, caractérisée par une pluviométrie annuelle de 850 à 1 000 mm, minimale en été.
Pour la période 1971-2000, la température annuelle moyenne est de 8,7 °C, avec une amplitude thermique annuelle de 17,4 °C. Le cumul annuel moyen de précipitations est de 801 mm, avec 6,3 jours de précipitations en janvier et 5,4 jours en juillet. Pour la période 1991-2020, la température moyenne annuelle observée sur la station météorologique de Météo-France la plus proche, « Barcelonnette », sur la commune de Faucon-de-Barcelonnette à 4 km à vol d'oiseau, est de 8,2 °C et le cumul annuel moyen de précipitations est de 694,3 mm. 
La température maximale relevée sur cette station est de 36,7 °C, atteinte le 28 juin 2019 ; la température minimale est de −25 °C, atteinte le 10 février 1986,,.
Les paramètres climatiques de la commune ont été estimés pour le milieu du siècle (2041-2070) selon différents scénarios d'émission de gaz à effet de serre à partir des nouvelles projections climatiques de référence DRIAS-2020. Ils sont consultables sur un site dédié publié par Météo-France en novembre 2022.

## Urbanisme

### Typologie
Au 1er janvier 2024, Uvernet-Fours est catégorisée commune rurale à habitat dispersé, selon la nouvelle grille communale de densité à 7 niveaux définie par l'Insee en 2022.
Elle est située hors unité urbaine. Par ailleurs la commune fait partie de l'aire d'attraction de Barcelonnette, dont elle est une commune de la couronne,. Cette aire, qui regroupe 11 communes, est catégorisée dans les aires de moins de 50 000 habitants,.

### Occupation des sols

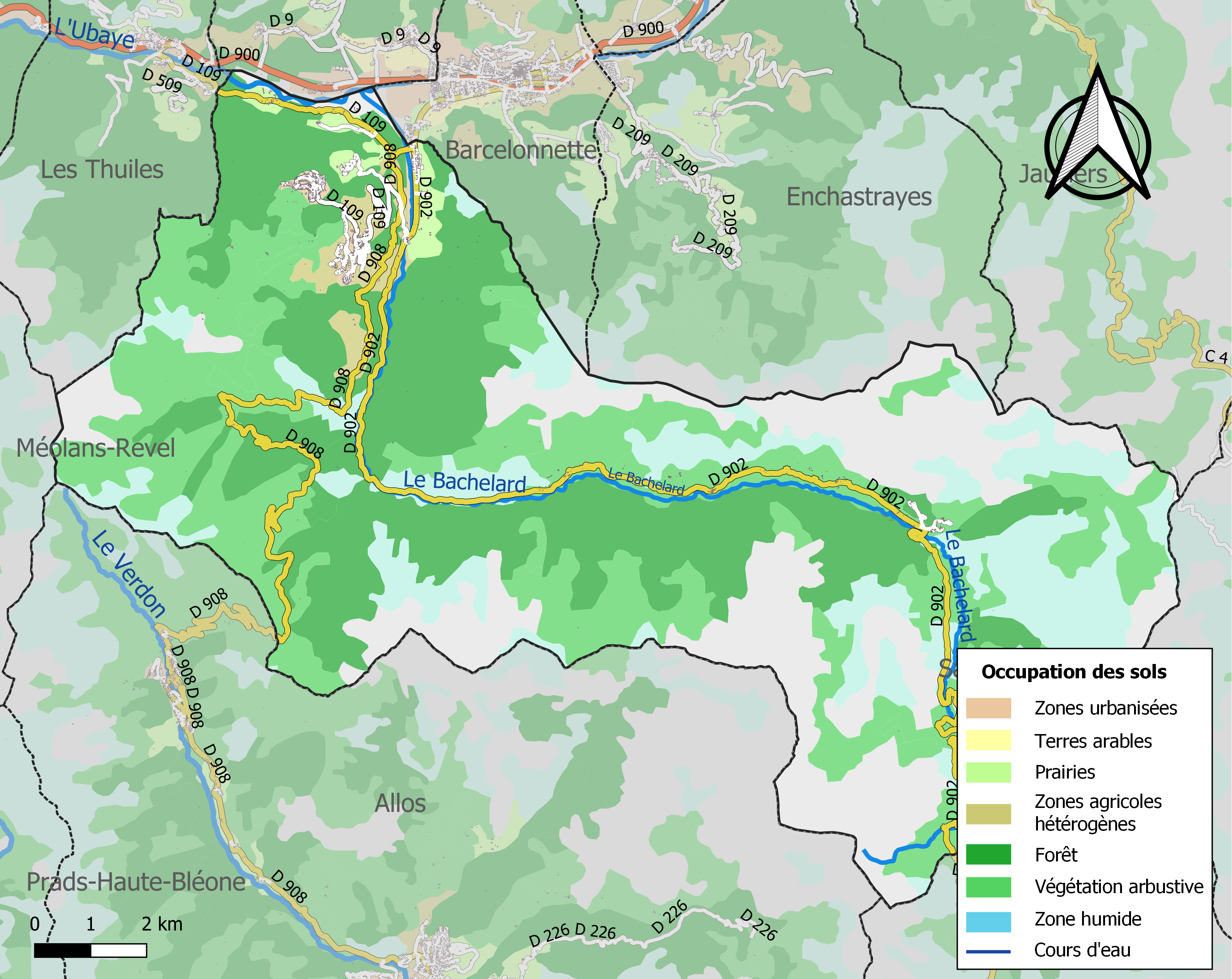
Carte de l'occupation des sols de la commune en 2018 (CLC).

L'occupation des sols de la commune, telle qu'elle ressort de la base de données européenne d’occupation biophysique des sols Corine Land Cover (CLC), est marquée par l'importance des forêts et milieux semi-naturels (96,2 % en 2018), une proportion sensiblement équivalente à celle de 1990 (96,9 %). La répartition détaillée en 2018 est la suivante : 
espaces ouverts, sans ou avec peu de végétation (37,4 %), milieux à végétation arbustive et/ou herbacée (29,7 %), forêts (29 %), zones agricoles hétérogènes (1,9 %), prairies (1,3 %), zones urbanisées (0,2 %), zones industrielles ou commerciales et réseaux de communication (0,2 %), espaces verts artificialisés, non agricoles (0,2 %).
L'évolution de l’occupation des sols de la commune et de ses infrastructures peut être observée sur les différentes représentations cartographiques du territoire : la carte de Cassini (XVIIIe siècle), la carte d'état-major (1820-1866) et les cartes ou photos aériennes de l'IGN pour la période actuelle (1950 à aujourd'hui).

## Toponymie
L'Uvarnét en valéian.

Uvernet est issu du latin hibernum donnant l’occitan local uvern, « hiver », et diminutif –et.
Le nom de Fours, tel qu’il apparaît la première fois en 1376 (de Furnis), est tiré de l’occitan forn, pour fours.
Le nom de ses habitants est, en valéian, lous Uvernouges.

## Histoire
Un couvent d’ordre mendiant était implanté à Uvernet.
Avant la Révolution, les villages d'Uvernet et de Fours étaient administrativement sous la dépendance de Barcelonnette. La paroisse Saint-Jean-Baptiste des Agneliers est créée par détachement de celle de Saint-Pons en 1652, ainsi que celle d’Uvernet en 1698.
Au XVIIIe siècle, une petite industrie de filature de la soie se développe. Dans les années 1780, le gisement de plomb de la Malune (sur la route du col d'Allos) étant assez pauvre, son exploitation n’est pas prolongée, bien qu’il ait fourni un alquifoux de bonne qualité: minerai de type galène servant à l'émaillage en poterie; il n'est plus utilisé aujourd'hui par sa toxicité; il était pratique par sa température de fusion basse.
En 1790, deux communes sont créées : Uvernet et Fours, lesquelles sont réunies en 1973 pour former la commune actuelle d'Uvernet-Fours. La commune de Fours rassemble alors quatre paroisses : Fours, Saint-Louis, Saint-Laurent, Villard-d'Abbas.

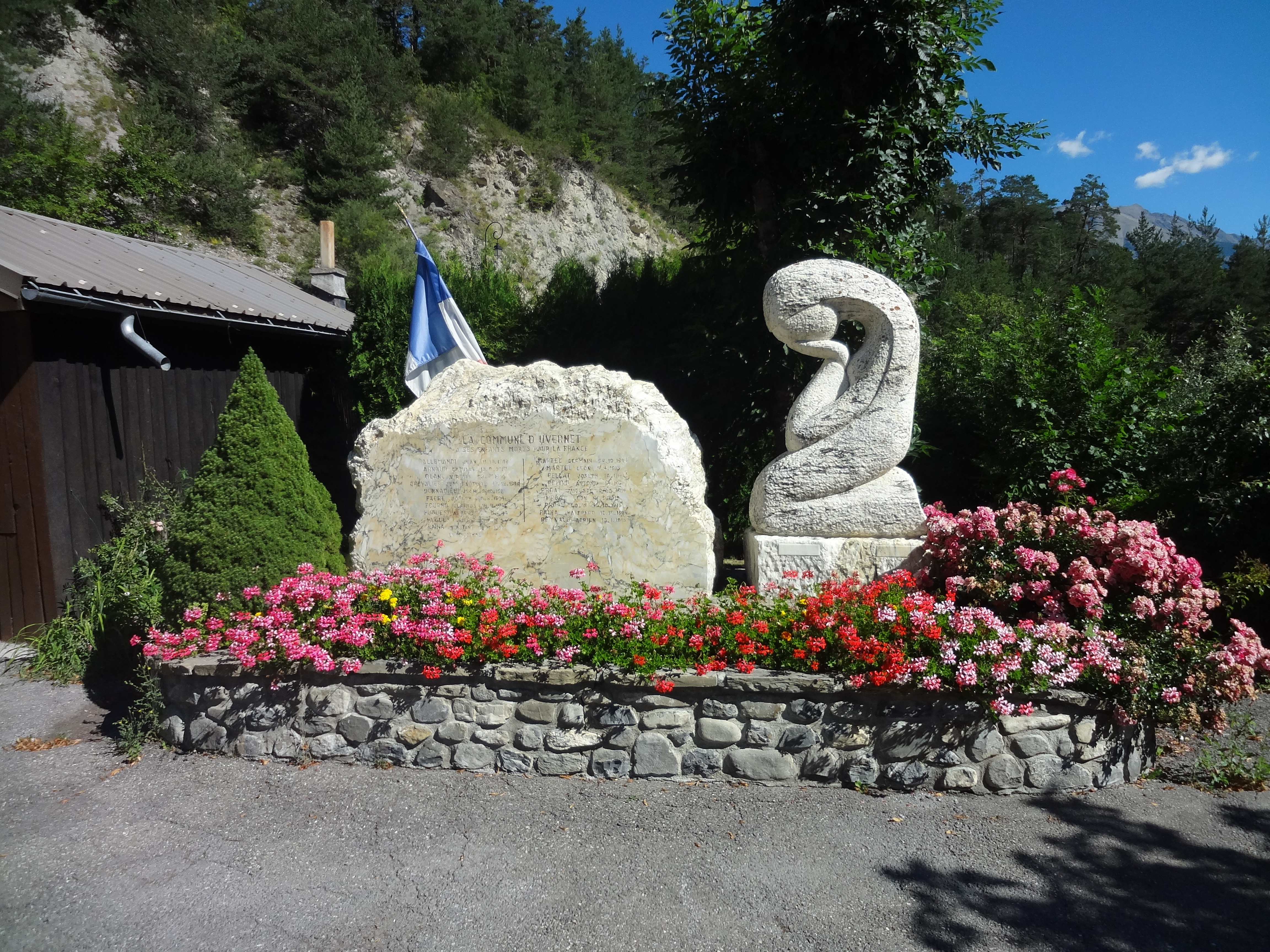
Monument aux morts, avec pleureuse (Debacker).

Le coup d'État du 2 décembre 1851 commis par Louis-Napoléon Bonaparte contre la Deuxième République provoque un soulèvement armé dans les Basses-Alpes, en défense de la Constitution. Après l’échec de l’insurrection, une sévère répression s’abat sur ceux qui se sont levés pour défendre la République, dont un habitant d’Uvernet qui est traduit devant la commission mixte.
Comme de nombreuses communes du département, Uvernet et Fours se dotent d’écoles bien avant les lois Jules Ferry : en 1863, chacune d’elles compte déjà quatre écoles dispensant une instruction primaire aux garçons. À Uvernet, elles se trouvent au chef-lieu et aux hameaux des Chapeliers, des Molanes et aux Agneliers (à plus de 1 700 m d’altitude). À Fours, elles sont situées au Vilard d’Abas, à Fours, aux Longs et à Bayasse. Point commun entre les deux communes : aucune ne possède d’école de filles. Si la loi Falloux (1851) qui impose l’ouverture d’une école de filles dans les communes de plus de huit cents habitants ne les concerne pas, la première loi Duruy (1867), qui abaisse ce seuil à cinq cents habitants, aurait dû être appliquée à Uvernet : ce ne fut pas le cas. Les filles de ces deux communes ne furent régulièrement scolarisées qu’à partir des lois Ferry.
La commune de Fours est durement touchée par la Première Guerre mondiale, avec 17 morts sur les 44 mobilisés (45 %). Une souscription publique est lancée afin de financer la construction du monument aux morts. Une autre souscription, de fin 1919 à 1921, a lieu dans toute la vallée de l'Ubaye et permet de financer un monument aux 509 morts de la vallée, érigé à Barcelonnette par Paul Landowski.
En 1962, la station de ski de Pra Loup est créée sur le territoire de la commune.
Jusqu'au XIXe siècle, les hameaux d'Uvernet-Fours étaient connus pour leurs coutumes originales (naissance, mariage, funérailles).

## Politique et administration

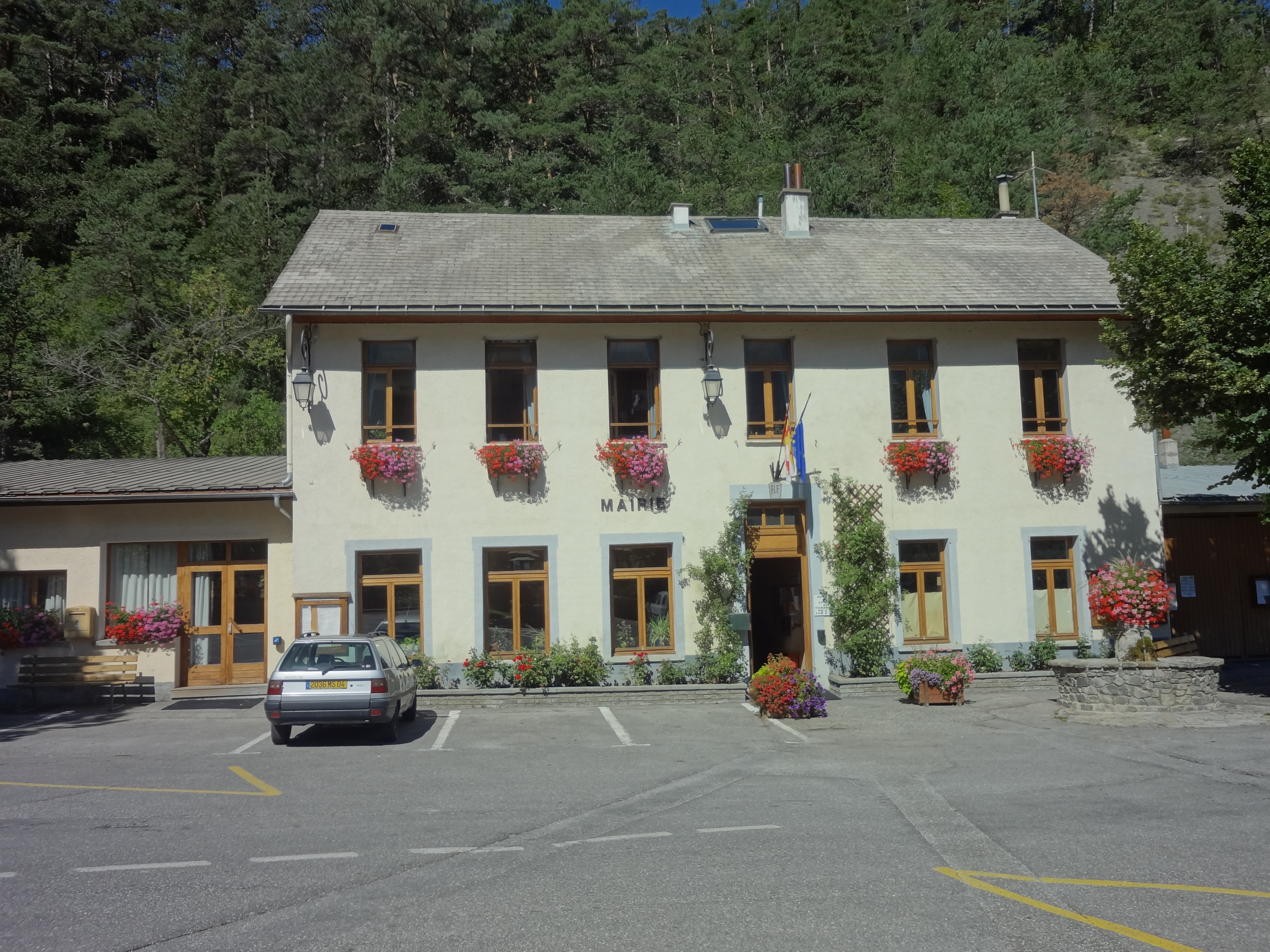
Façade de la mairie d’Uvernet-Fours (à Uvernet).

### Liste des maires
| Période                                  | Période | Identité           | Étiquette | Qualité             |
| ---------------------------------------- | ------- | ------------------ | --------- | ------------------- |
| mai 1945                                 |         | Aimé Ricaud (d)    |           | résistant           |
|                                          |         |                    |           |                     |
| 1973                                     | 1995    | Louis Lequette (d) | DVD       | conseiller général  |
| 1995                                     | 2014    | Bruno Vaginay (d), |           | avocat puis notaire |
| avril 2014                               | [ 47 ]  | Patrick Bouvet (d) | DVD       | colonel en retraite |
| Les données manquantes sont à compléter. |         |                    |           |                     |

### Intercommunalité
Uvernet-Fours fait partie: 
- de 1993 à 2016 de la communauté de communes Vallée de l'Ubaye ;
- à partir du 1er janvier 2017, de la communauté de communes Vallée de l'Ubaye Serre-Ponçon.

## Population et société

### Démographie
En 2022 , la commune d’Uvernet-Fours comptait 502 habitants. À partir du XXIe siècle, les recensements réels des communes de moins de 10 000 habitants ont lieu tous les cinq ans (2006, 2011, 2016 pour Uvernet-Fours). Les autres chiffres sont des estimations.
| 1793 | 1800 | 1806 | 1821 | 1831 | 1836 | 1841 | 1846 | 1851 |
| ---- | ---- | ---- | ---- | ---- | ---- | ---- | ---- | ---- |
| 769  | 835  | 804  | 815  | 806  | 846  | 856  | 767  | 734  |

| 1856 | 1861 | 1866 | 1872 | 1876 | 1881 | 1886 | 1891 | 1896 |
| ---- | ---- | ---- | ---- | ---- | ---- | ---- | ---- | ---- |
| 676  | 624  | 613  | 580  | 541  | 543  | 544  | 443  | 406  |

| 1901 | 1906 | 1911 | 1921 | 1926 | 1931 | 1936 | 1946 | 1954 |
| ---- | ---- | ---- | ---- | ---- | ---- | ---- | ---- | ---- |
| 461  | 418  | 354  | 279  | 256  | 228  | 207  | 177  | 140  |

| 1962 | 1968 | 1975 | 1982 | 1990 | 1999 | 2006 | 2011 | 2016 |
| ---- | ---- | ---- | ---- | ---- | ---- | ---- | ---- | ---- |
| 114  | 217  | 506  | 526  | 543  | 614  | 622  | 596  | 584  |

| 2021 | 2022 | - | - | - | - | - | - | - |
| ---- | ---- | - | - | - | - | - | - | - |
| 532  | 502  | - | - | - | - | - | - | - |

L’histoire démographique d’Uvernet est marquée par une période d’« étale » où la population reste relativement stable à un niveau élevé. Cette période dure peu, de 1806 à 1846. L’exode rural provoque ensuite un mouvement de recul démographique rapide et de longue durée. En 1896, la commune a perdu plus de la moitié de sa population par rapport au maximum historique de 1841. Le mouvement de baisse ne s'interrompt que dans les années 1960. Depuis, la population a repris sa croissance, quintuplée depuis un demi-siècle. L’apport de la fusion de Fours en 1973 est minime, avec une trentaine d’habitants pour plusieurs centaines à Uvernet.
| 1793 | 1800 | 1806 | 1821 | 1831 | 1836 | 1841 | 1846 | 1851 | 1856 |
| ---- | ---- | ---- | ---- | ---- | ---- | ---- | ---- | ---- | ---- |
| 612  | 672  | 668  | 657  | 547  | 550  | 554  | 570  | 566  | 555  |

| 1861 | 1866 | 1872 | 1876 | 1881 | 1886 | 1891 | 1896 | 1901 | 1906 |
| ---- | ---- | ---- | ---- | ---- | ---- | ---- | ---- | ---- | ---- |
| 513  | 433  | 389  | 391  | 350  | 333  | 329  | 302  | 242  | 243  |

| 1911 | 1921 | 1926 | 1931 | 1936 | 1946 | 1954 | 1962 | 1968 | - |
| ---- | ---- | ---- | ---- | ---- | ---- | ---- | ---- | ---- | - |
| 234  | 212  | 174  | 126  | 110  | 86   | 82   | 50   | 36   | - |

Fours connait un schéma différent : la période d’« étale » dure plus longtemps, de 1811 à 1861. Le recul démographique est ensuite beaucoup plus rapide à Fours, puisque la commune atteint les 50 % de sa population maximale dès 1886. Le mouvement de baisse ne s'interrompt ensuite plus, poussant à la fusion avec Uvernet.

### Enseignement
La commune, qui dépend de l'académie d'Aix-Marseille, est dotée d’une école primaire. Elle est fréquentée par 23 élèves.

## Économie

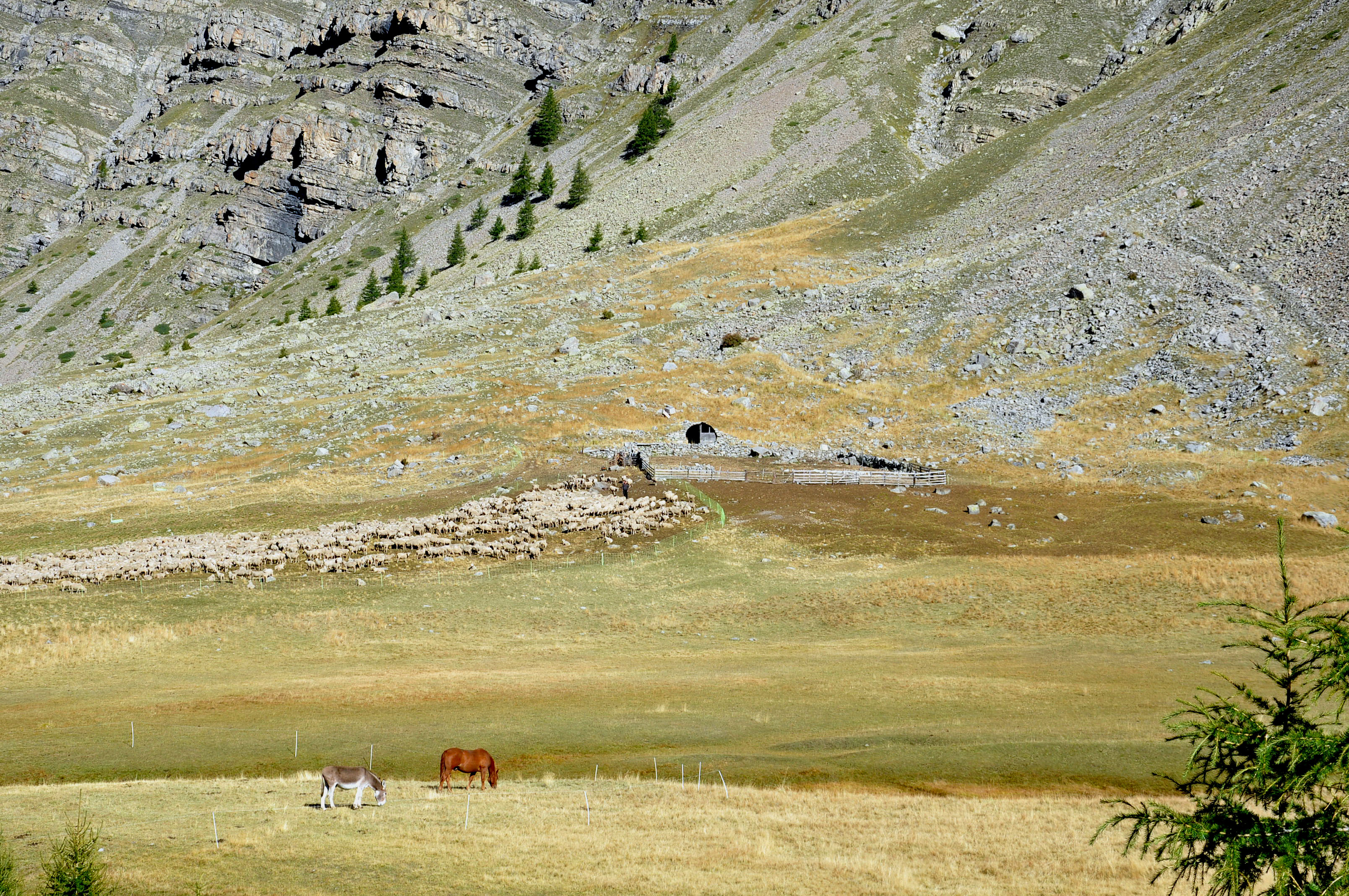
Moutons à l’alpage de la Moutière.

Elle fait partie des zones de production de l'agneau de Sisteron, des vins alpes-de-haute-provence IGP, y compris primeurs et des vins de la Méditerranée.
La station de sports d’hiver de Pra Loup est située dans la commune, au nord-ouest du village. Station de ski depuis les années 1960, l'idée est née une dizaine d'années auparavant, à l'initiative du médecin Pierre Grouès. Le lieu était, pourtant, déjà connu et habité depuis la Préhistoire, avec un hameau dès le Moyen Âge. Le domaine skiable compte, de nos jours, 180 km de piste de ski alpin.

## Culture locale et patrimoine

### Lieux et monuments

#### Églises et chapelles
Uvernet-Fours regroupe deux anciennes communes, qui comportaient au total sept paroisses (Fours, Bayasse, Villard-d’Abas, Uvernet, Les Agneliers, Molanès, La Maure). Chaque paroisse avait en outre des chapelles desservant les hameaux isolés, et la période de construction d’églises dure jusqu’à la fin du XXe siècle avec celle de la station de sports d’hiver de Pra-Loup. On compte donc un nombre très important d’édifices religieux, en état plus ou moins bon tant et si bien qu'aucun auteur ne les signale toutes:
- L’église paroissiale Saint-André, au chef-lieu à Uvernet, est datée de 1677[59].
- L’église paroissiale Saint-Jean-Baptiste à Molanès, tire son origine d’un prieuré du Moyen Âge, même si la seule date marquée indique XVe et XVIe siècles. Ce prieuré fut lié à l'abbaye très ancienne des Chalaisiens du Vallon du Laverq (du XIIe siècle); mais la toponymie locale rend très probable un lien initiale plus ancien avec Saint-Dalmas-le-Selvage, prieuré-fille de l'abbaye San Dalmazzo da Pedona soumis aux règles bénédictines. En effet le toponyme "Moutière" (vallon, col, torrent) a un lien étymologique avec "monastère", à la manière de l'abbaye du Monestier près de Briançon, ou encore de Moustiers-Sainte-Marie, indiquant un lien de cheminement  entre deux pôles monacaux. L'église plus récente est elle marquée du début du XVIIIe siècle. Ses deux travées sont couvertes de fausses voûtes d’arêtes ; côté nord, se trouve une chapelle. Du côté sud, le clocher-tour carré est construit contre la façade sud[60]. C’est une ancienne paroisse de Fours[61].
- L’église Saint-Laurent à Fours date de 1689. Les quatre travées de la nef sont voûtées en berceau. Le clocher-tour est construit sur le côté de l’église. Le chœur est en cul-de-four se restreignant à l’entrée[62]. La chapelle latérale sud est peinte de motifs végétaux et architecturaux (XVIIIe siècle). Dans le mobilier de l’église, se trouvent :
  - une statue archaïque du Christ du XVe siècle ou du XVIe siècle[63] ;
  - un tableau du XVIIIe siècle représentant une Crucifixion, avec un prêtre élevant l’hostie[64] ;
  - une Vierge de Pitié peinte à la fin du XVIIe siècle (1685), par Lorenzo Gastaldi, classée[65] ;
  - un calice du XVIIIe siècle, classé[66] ;
  - la chaire est polygonale, ornée de feuillage et d’un homme[67],[68].
  - plusieurs autres objets de le l'église sont protégés[69].
- La chapelle Saint-Marc, au Villard-d'Abbas, est une ancienne église construite lors de l’érection en paroisse en 1820[70],[58]. La travée principale est couverte d’une coupole aplatie, et placée entre deux travées étroites, voûtées en berceau[70].

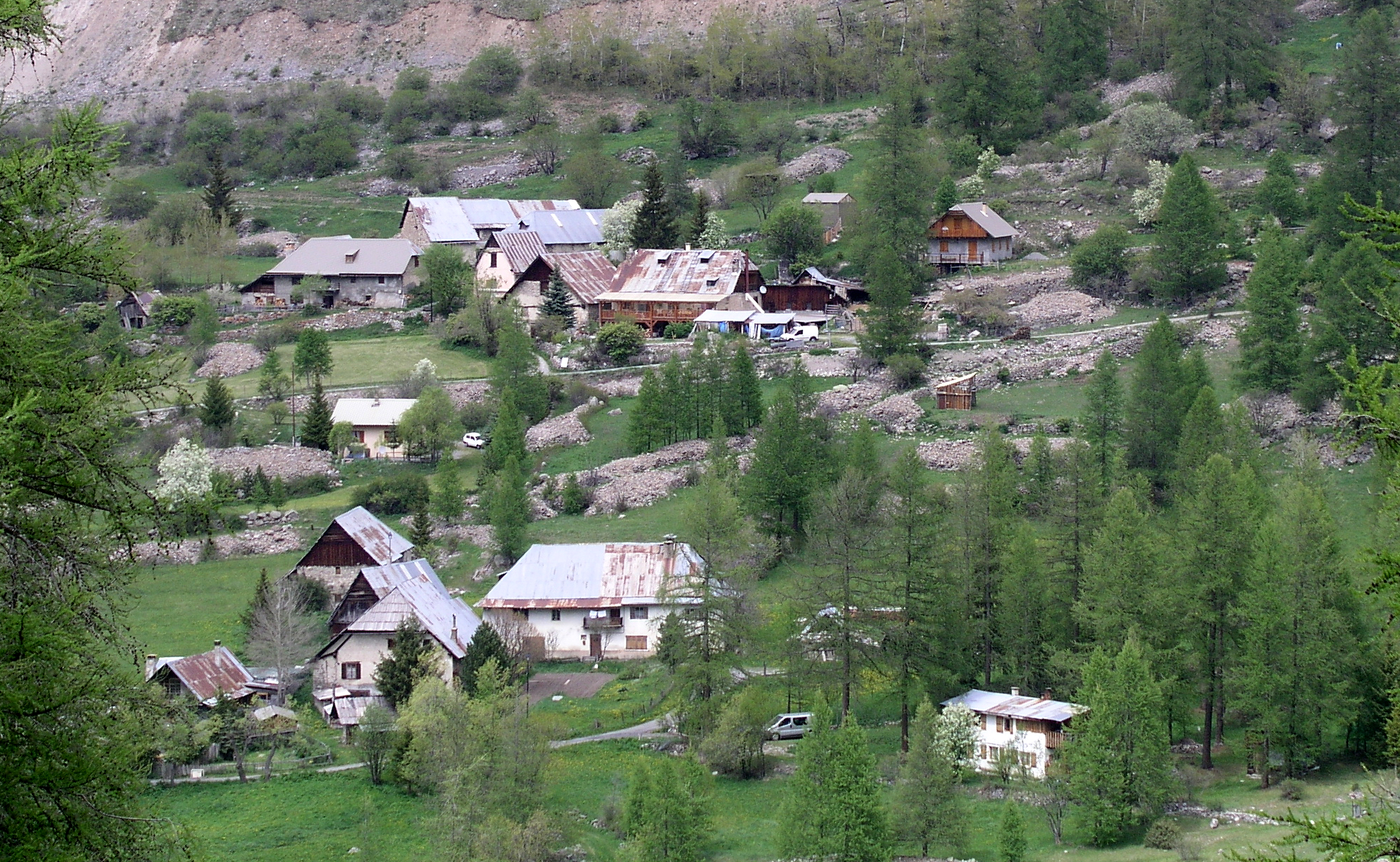
Le hameau de Bayasse (Uvernet-Fours).

- La paroisse de Bayasse avait son siège à l’église Saint-Louis, hameau des Bellons. Plusieurs chapelles en dépendaient[58] :
  - Notre-Dame-de-Lumière aux Longs, qualifiée d’église par Raymond Collier, date de 1677. Sa nef compte deux travées simplement voûtées d’arêtes, avec une seule chapelle latérale, au nord[71];
  - Chapelle Sainte-Anne aux Cordiers ;
  - chapelle Saint-Jean-Baptiste à Goudine ;
  - chapelle Saint-Jacques au Villard-des-Arnauds ;
  - et la plus basse, la chapelle Saint-Blaise au Verger.
- L’église des Agneliers fut paroissiale ; elle est aussi sous le titre de Saint-Jean-Baptiste (XVIe et XVIIe siècles). En dépendaient la chapelle Notre-Dame-de-Pitié, à Morjuan (ancienne paroisse), et la chapelle de Chancelaye, hameau isolé dans le vallon qui mène au col d’Allos[58]. Trois tableaux classés proviennent de la chapelle Morjuan : ils représentent l’ensevelissement du Christ, une Vierge à l’Enfant et Dieu le Père[72].
- Aux hameaux de La Maure: 
  - La chapelle Saint-Barthélemy est une ancienne église paroissiale[58].
  - La chapelle du Pied-de-la-Maure qui a dans son mobilier un calice en argent, daté du début du XVIIe siècle, classé[73])
- chapelles à Cloche: 
  - Vers le col de Cloche à près de 2000 m d’altitude ;
  - A Pra-Loup (style contemporain, allure de chalet) par Pommer avec pour saint patron Saint-François-d'Assise ;
  - Chapelle ruinée des Jauberts[58] ;

Églises et chapelles d’Uvernet-Fours.
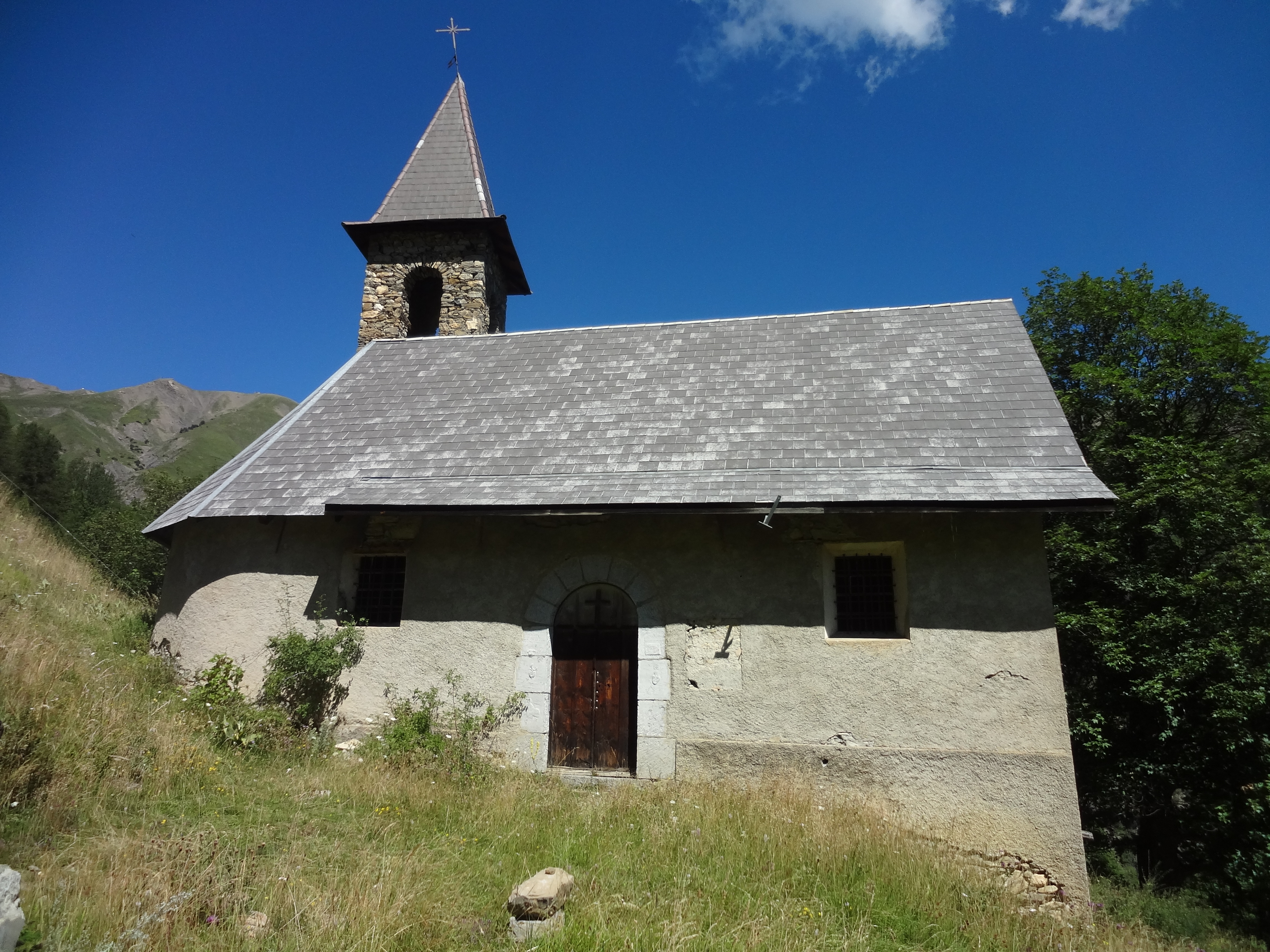
Chapelle des Agneliers (1 710 m).
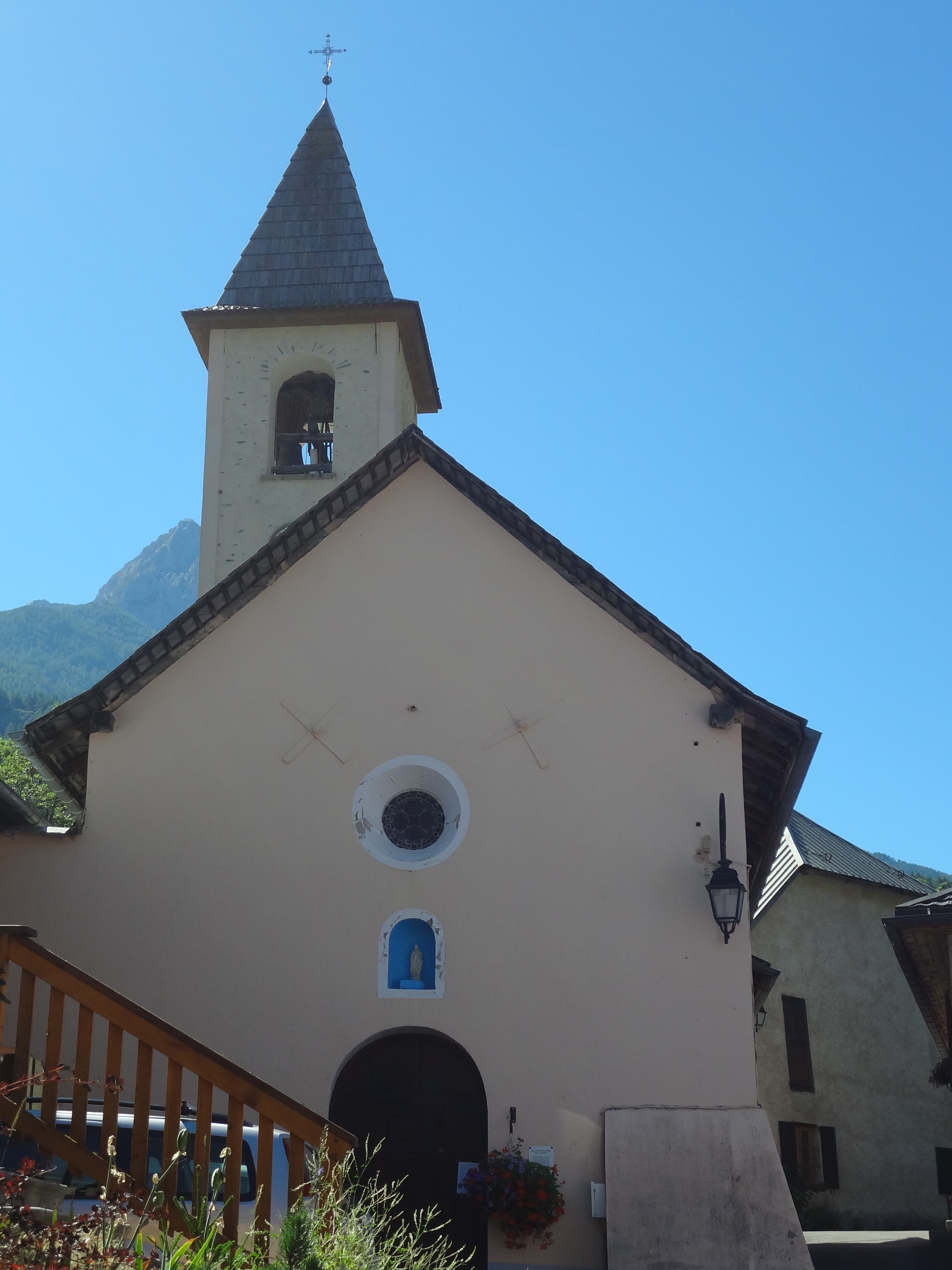
Façade de l’église Saint-Laurent à Uvernet.
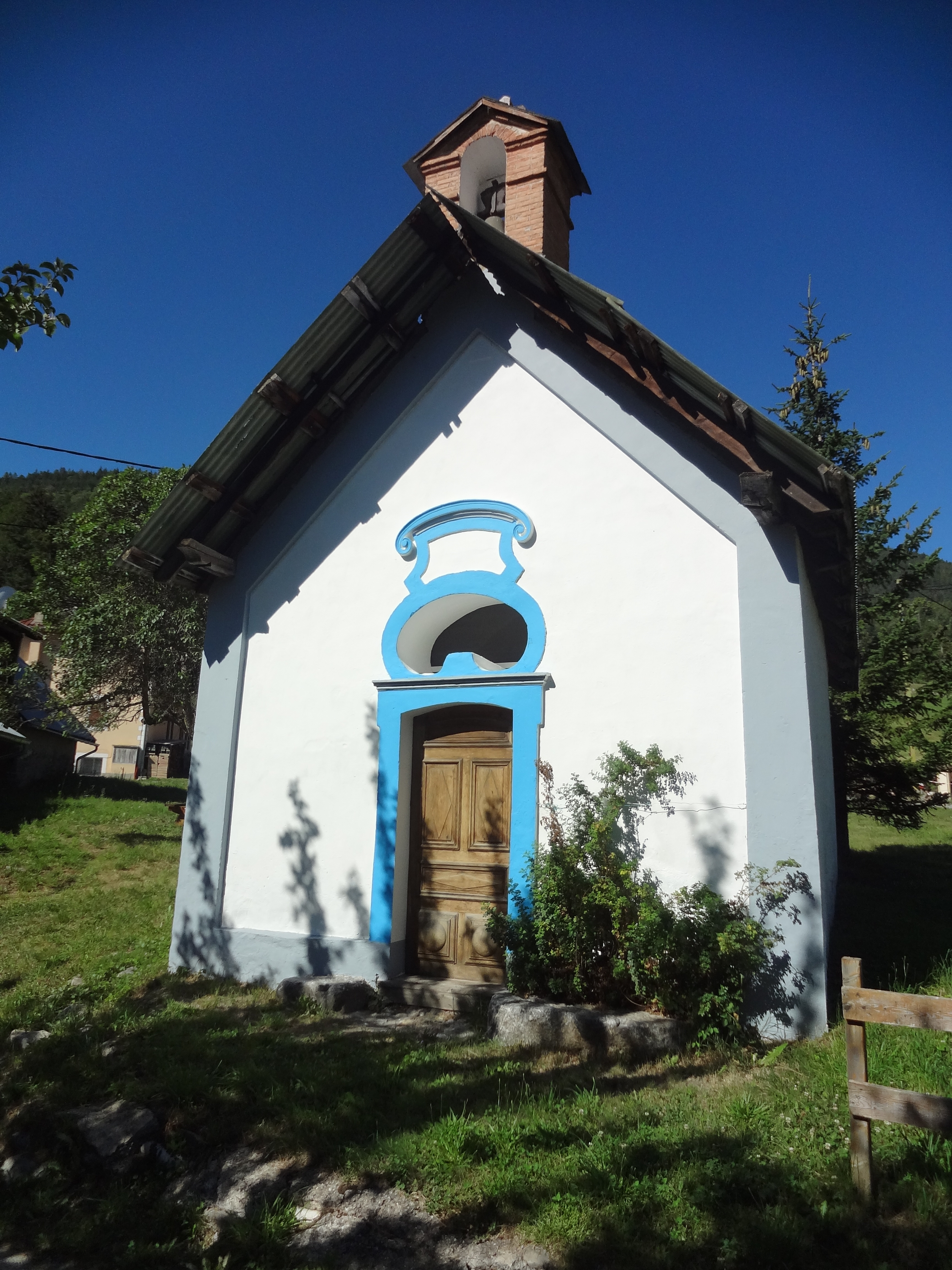
Chapelle du Pied de la Maure.

#### Art moderne
Statue du Loup à Pra-Loup par Corson.

#### Sites remarquables excentrés

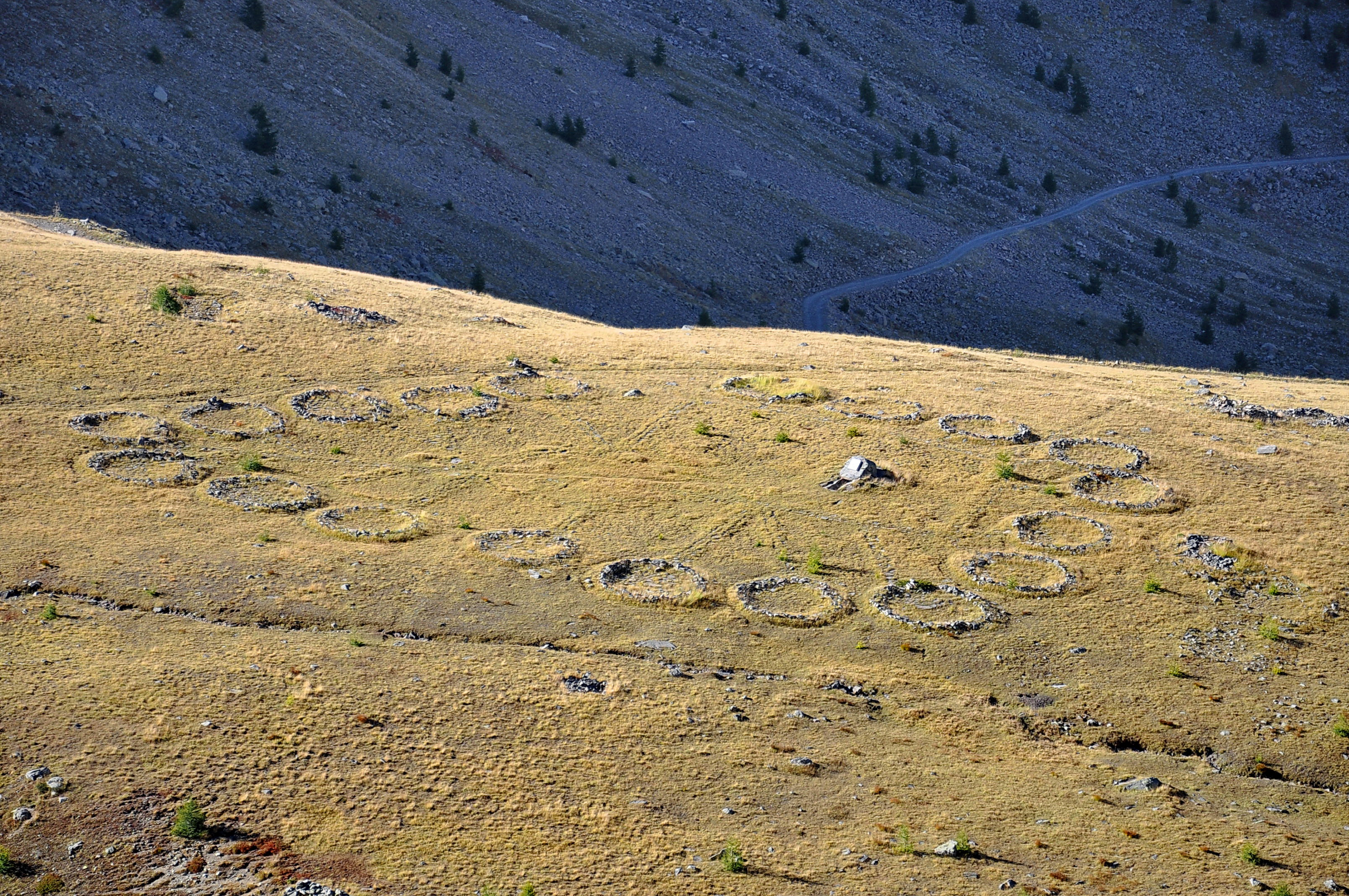
La Pierre d’Hannibal.

La commune compte quelques sites inscrits de montagne :
- abords du col d'Allos (2 247 m) ;
- col de la Cayolle (2 337 m).
- vallon et col de la Moutière (2 444 m)

Le refuge de la Bayasse, à 1 780 m d'altitude, est entièrement reconstruit selon les normes éco-responsables.

#### Ponts
Trois ponts sont signalés :
- à Uvernet, pont du Fau ;

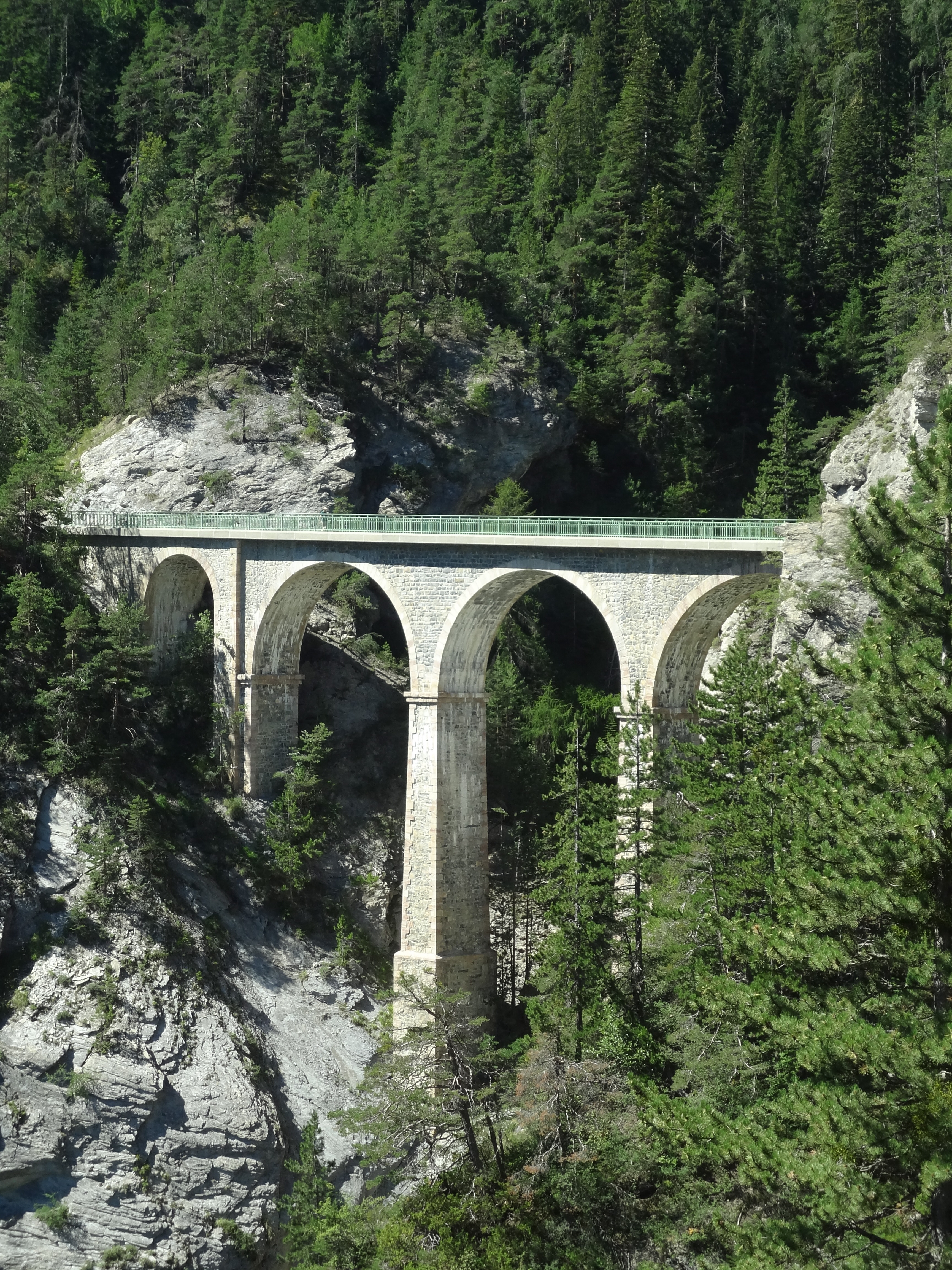
Pont sur arches du Fau.

- à Fours, pont sur le Bachelard (médiéval) ;
- le grand pont de la Cayolle, sur la route du col de la Cayolle : il a été construit en 1901 pour rompre l'isolement de la vallée du Bachelard, sur une route construite à la demande de l’armée française et du Touring-club de France. Il est supporté par un arc surbaissé de 31 m de portée et d'épaisseur variable, avec quatre voûtelettes d'élégissement, au-dessus du Bachelard. La route RD 902 l’emprunte[75].

### Personnalités liées à la commune
- Firmin Isidor Léautaud (1834-1903), qui fut dans un premier temps comédien et plus tard souffleur de la Comédie Française, est né à Fours. Il doit sa célébrité surtout au fait que son fils Paul Léautaud (né et mort à Paris, 1872-1956) fut l'un des écrivains les plus originaux du XXe siècle, dont les œuvres les plus importantes sont Le Petit Ami et Journal Littéraire. En cette dernière, composée de 19 tomes et quelque 6 000 pages, il exprima - avec sa dent dure impitoyable - ses opinions personnelles et littéraires d'auteurs comme Valéry et André Gide.

Menant une vie modeste et solitaire parmi ses nombreux animaux, Paul Léautaud n'était connu du grand public que comme critique de théâtre sui generis au Mercure de France (sous le pseudonyme Maurice Boissard), jusqu'en 1950 lorsque, vieillard, il fut l'objet d'une bouleversante suite d'interviews à la radio sous la direction du poète et recteur de l'Université de Paris Robert Mallet. Pendant une vingtaine d'heures, Paul Léautaud se mit moralement à nu devant une France médusée, faisant preuve dans ses éruptions d'une spontanéité et d'un courage qui choqueraient même aujourd'hui. Son nom est désormais devenu un symbole de farouche individualisme et de finesse d'esprit, se méfiant des prétentions intellectuelles et humaines.
Dans son émouvante nouvelle In Memoriam, Paul Léautaud rendit un hommage à la fois aigre et mélancolique à son père Firmin, bel homme connu pour ses multiples conquêtes féminines mais empêché, par cause de son fort accent provençal, de réaliser la grande carrière théâtrale dont il rêvait en quittant, jeune homme, son village natal.

### Héraldique
| Blason de Uvernet-Fours | Blason  | De gueules à la barre d'or chargée du mot UVERNET de sable, accompagnée en chef d'une étoile et en pointe d'un annelet, le tout d'argent. |
| Blason de Uvernet-Fours | Détails | Le statut officiel du blason reste à déterminer.                                                                                          |